# 소시랑게
소시랑게는 민물에 사는 게의 한 종류이다. 소시랑게는 전라도 사투리이다. 집게가 소시랑(퇴비 꺼낼때 사용하는 괭이)처럼 생겼다고 해서 이런 이름이 붙었다. 경상도 사투리로는 '세시랑'이라고 한다. 지금은 환경오염 탓에 거의 멸종된 것으로 알려졌다.

## 문학작품 속의 소시랑게
시인 백석의 시 '개구리네 한 솥밥'에 소시랑게가 등장한다.